# Michael Schillmeier
Michael Schillmeier (* 25. August 1963 in Erbendorf) ist ein deutscher Sozialwissenschaftler. Er ist Professor am Department of Sociology, Philosophy and Anthropology der University of Exeter. In seiner Forschung beschäftigt er sich vor allem mit dem Verhältnis von Wissenschaft, Technologie und Gesellschaft sowie Fragen der Körperlichkeit, der Theorie des Sozialen und der Ontologie. Seine Arbeiten stehen dabei in der Tradition der Science and Technology Studies.

## Leben
Michael Schillmeier wurde 1963 im bayerischen Erbendorf geboren. Er studierte zunächst an der Universität Regensburg, wechselte dann aber an die Ludwig-Maximilians-Universität, wo er unter Ulrich Beck in Kontakt zur Risiko-, Umwelt- und Wissenschaftssoziologie kam. 1996 legte er sein Diplom mit einer Studie zur Reflexiven Modernisierung ab und absolvierte in den beiden darauffolgenden Jahren einen Promotionsstudiengang an der University of Lancaster bei John Law. 2005 schloss er dort seine Dissertation über das Thema „Materialität und Blindheit“ ab.
In den folgenden Jahren forschte er unter anderem in Spanien unter anderem zum Phänomen der Demenz. Seit 2009 leitet er an der LMU das Projekt „Innovationen in der Nanomedizin“, das von der VolkswagenStiftung im Rahmen eines Schumpeter-Fellowships gefördert wird. 2012 erhielt er den Ruf an die University of Exeter, wo er eine Professur am Department of Sociology, Philosophy and Anthropology innehat.

## Werk
Schillmeier forscht zu Fragen der Wissenschaft, Umwelt und Körperlichkeit. Im Vordergrund seiner Arbeit stehen dabei ihre Auswirkungen auf das Zusammenleben, die Politik und das Verständnis von Natur und Gesellschaft. Neben theoretischen Auseinandersetzungen betreibt Schillmeier in seinem Forschungsprojekt zur Nanomedizin auch Ethnografien in Laboren. Zum Verständnis der Behinderung verfasste er 2010 die Monografie Rethinking Disability, die Behinderung jenseits der Pole Sozialkonstruktivismus und anatomischem Determinismus zu fassen versucht. Zusammen mit Juliane Sarnes hat er Gabriel Tardes Monadologie und Soziologie ins Deutsche übersetzt.

## Publikationen
Herausgeberschaften
- mit Joanna Latimer: Un/knowing Bodies. Blackwell, Oxford 2009. ISBN 978-1-4051-9083-1.
- mit Miquel Domènech: New Technologies and Emerging Spaces of Care. Ashgate, Aldershot 2010. ISBN 978-0-7546-7864-9.
- mit Eleoma Joshua: Disability in German Literature, Film and Theatre. Edinburgh German Yearbook Volume 4. Camden House, Rochester. ISBN 157113428X.
- mit Jan Hendrik Passoth und Birgit Peuker: Agency Without Actors. New Approaches To Collective Action. Routledge, London & New York. ISBN 978-0-415-60342-3.

Monografien
- More Than Seeing. The Materiality of Blindness. Dissertationsschrift, Lancaster 2005. (unveröffentlicht)
- Rethinking Disability: Bodies, Senses, and Things. Routledge, London & New York 2010.
- Eventful Bodies. The Cosmopolitics of Illness. Ashgate, Aldershot 2014.

Übersetzungen
- mit Juliane Sarnes: Gabriel Tarde: Monadologie und Soziologie. Suhrkamp, Frankfurt am Main 2008. ISBN 978-3-518-29484-0.